# Brainwash
Brainwash is een jeugdroman van de Nederlandse schrijfster Carry Slee uit 2012. Het is een verhaal over drie jongeren die worstelen met de onverwerkte gebeurtenissen uit het verleden.

## Plot
Op de dag dat Naomi bij haar zus, Elise, intrekt ontmoet ze Jelle. Het wordt haar meteen al duidelijk dat ze hem beter wil leren kennen en gelukkig komt dit van beide kanten. Het is al jaren geleden dat ze weer verliefd is na de dood van Eric, haar ex-vriend. Jelle heeft het niet gemakkelijk, hij worstelt met zijn verleden en dat heeft grote gevolgen voor zijn leven nu. 
Maar hij is niet de enige, Elise worstelt ook heel erg met haar verleden. Hierdoor is ze erg teruggetrokken. Wanneer ze promotie maakt op haar werk gaat het helemaal mis, al de herinneringen van vroeger komen naar boven. Ze heeft last van nachtmerries en wordt 's nachts hyperventilerend wakker. Ze is radeloos en weet niet wat te doen.
Op een dag ontmoet ze Rafaël, hij straalt een en al rust uit en dat trekt Elise enorm aan. Rafaël ziet de pijn die ze lijdt en introduceert haar bij Jonathan. Jonathan geeft leiding aan een groep mannen en vrouwen die in de Ark wonen. Hij beweert dat hij de mensen kan verlossen van het lijden. 
Maar dan neemt Elise een radicale beslissing, die ernstige gevolgen heeft voor alles en iedereen in haar omgeving.

## Belangrijke personages
- Elise (zus van Naomi en buurvrouw van Jelle)
- Naomi (zus van Elise en vriendin van Jelle)
- Jelle (vriend van Naomi en buurman van Elise)
- Rafaël (bevriend met Elise)
- Jonathan (leider van de Ark)
- Arnold (baas van Elise)
- Eric (overleden vriend van Naomi)
- Steven (broer van Naomi en Elise)
- Oom Evert (oom van Naomi, Elise en Steven)